# جويل هورتاس
جويل هورتاس (بالإسبانية: Joel Huertas)‏ هو لاعب كرة قدم إسباني، ولد في 9 مايو 1995 في لاردة في إسبانيا. لعب مع نادي بادالونا ونادي برشلونة ب.

## وصلات خارجية
- جويل هورتاس على موقع الاتحاد الأوربي (الإنجليزية)
- جويل هورتاس على موقع قاعدة بيانات كرة القدم.إي يو (الإنجليزية)
- جويل هورتاس على موقع Soccerway.com (الإنجليزية)
- جويل هورتاس على موقع AS.com (الإسبانية)